# Vespasiano Gonzaga (conte di Parades de Nava)
Vespasiano Vincenzo Gonzaga (anche noto come Vespasiano di Guastalla; 8 settembre 1621 – Cadice, 5 maggio 1687) è stato un militare italiano.

## Biografia
Era figlio di Cesare II Gonzaga, duca di Guastalla e passò giovanissimo al servizio della Spagna.
Sposò in Spagna nel 1646 María Inés Manrique de Lara (m. 1679), decima contessa di Paredes de Nava, dando vita al ramo cadetto dei "Gonzaga-Paredes", estintosi con la generazione successiva con la figlia María Luisa Manrique de Lara y Gonzaga (1649-1729), moglie di Tomás de la Cerda, conte di Paredes.
Nel 1669 divenne viceré di Valencia.
Nel 1678, alla morte del fratello duca Ferrante III senza figli maschi, Vespasiano rivendicò la successione al Ducato di Guastalla, ma trovò l'opposizione dell'imperatrice Eleonora Gonzaga-Nevers, zia del duca di Mantova Ferdinando Carlo, che aveva sposato Anna Isabella Gonzaga, figlia di Ferrante III, portatrice dei diritti sul Ducato di Guastalla. Le sue pretese furono quindi ereditate dal cugino Vincenzo Gonzaga che sposò Maria Vittoria Gonzaga, anch'essa figlia di Ferrante III.

## Discendenza
Vespasiano e Maria Inés ebbero cinque figli:
- María Luisa Manrique (1649-1729), che divenne l'undicesima contessa di Paredes de Nava;
- Giuseppe (1683-1727);
- Giuseppa;
- Isabella, dama della regina Marianna Vittoria di Borbone;
- Diego.

## Ascendenza
|                          |                         |                                 | Genitori                       |  |  | Nonni |  |  | Bisnonni         |  |  | Trisnonni          |  |
|                          |                         |                                 |                                |  |  |       |  |  | Cesare I Gonzaga |  |  | Ferrante I Gonzaga |  |
|                          |                         |                                 |                                |  |  |       |  |  | Cesare I Gonzaga |  |  | Ferrante I Gonzaga |  |
|                          |                         | Isabella di Capua               |                                |  |  |       |  |  | Cesare I Gonzaga |  |  |                    |  |
| Ferrante II Gonzaga      |                         |                                 |                                |  |  |       |  |  | Cesare I Gonzaga |  |  |                    |  |
|                          |                         | Camilla Borromeo                | Gilberto II Borromeo           |  |  |       |  |  |                  |  |  |                    |  |
|                          |                         | Camilla Borromeo                | Gilberto II Borromeo           |  |  |       |  |  |                  |  |  |                    |  |
|                          |                         | Camilla Borromeo                | Margherita Medici di Marignano |  |  |       |  |  |                  |  |  |                    |  |
| Cesare II Gonzaga        |                         | Camilla Borromeo                |                                |  |  |       |  |  |                  |  |  |                    |  |
|                          |                         | Gianandrea Doria                | Giannettino Doria              |  |  |       |  |  |                  |  |  |                    |  |
|                          |                         | Gianandrea Doria                | Giannettino Doria              |  |  |       |  |  |                  |  |  |                    |  |
|                          |                         | Gianandrea Doria                | Ginetta Centurione             |  |  |       |  |  |                  |  |  |                    |  |
| Vittoria Doria           |                         | Gianandrea Doria                |                                |  |  |       |  |  |                  |  |  |                    |  |
|                          |                         | Zanobia Del Carretto            | Marcantonio Del Carretto Doria |  |  |       |  |  |                  |  |  |                    |  |
|                          |                         | Zanobia Del Carretto            | Marcantonio Del Carretto Doria |  |  |       |  |  |                  |  |  |                    |  |
|                          |                         | Zanobia Del Carretto            | Giovanna de Leyva              |  |  |       |  |  |                  |  |  |                    |  |
| Vespasiano Gonzaga       |                         | Zanobia Del Carretto            |                                |  |  |       |  |  |                  |  |  |                    |  |
|                          | Paolo Giordano I Orsini | Girolamo Orsini                 |                                |  |  |       |  |  |                  |  |  |                    |  |
|                          | Paolo Giordano I Orsini | Girolamo Orsini                 |                                |  |  |       |  |  |                  |  |  |                    |  |
|                          | Paolo Giordano I Orsini | Francesca Sforza di Santa Fiora |                                |  |  |       |  |  |                  |  |  |                    |  |
| Virginio Orsini          | Paolo Giordano I Orsini |                                 |                                |  |  |       |  |  |                  |  |  |                    |  |
|                          |                         | Isabella de' Medici             | Cosimo I de' Medici            |  |  |       |  |  |                  |  |  |                    |  |
|                          |                         | Isabella de' Medici             | Cosimo I de' Medici            |  |  |       |  |  |                  |  |  |                    |  |
|                          |                         | Isabella de' Medici             | Eleonora di Toledo             |  |  |       |  |  |                  |  |  |                    |  |
| Isabella Orsini          |                         | Isabella de' Medici             |                                |  |  |       |  |  |                  |  |  |                    |  |
|                          |                         | Fabio Damasceni                 | …                              |  |  |       |  |  |                  |  |  |                    |  |
|                          |                         | Fabio Damasceni                 | …                              |  |  |       |  |  |                  |  |  |                    |  |
|                          |                         | Fabio Damasceni                 | …                              |  |  |       |  |  |                  |  |  |                    |  |
| Flavia Damasceni Peretti |                         | Fabio Damasceni                 |                                |  |  |       |  |  |                  |  |  |                    |  |
|                          |                         | Maria Felicita Peretti          | …                              |  |  |       |  |  |                  |  |  |                    |  |
|                          |                         | Maria Felicita Peretti          | …                              |  |  |       |  |  |                  |  |  |                    |  |
|                          |                         | Maria Felicita Peretti          | …                              |  |  |       |  |  |                  |  |  |                    |  |
|                          |                         | Maria Felicita Peretti          |                                |  |  |       |  |  |                  |  |  |                    |  |